# Čiščenje spomina (računalništvo)
Čiščenje spomina (tudi čiščenje smeti, čiščenje pomnilnika, pospravljanje pomnilnika, angleško garbage collection, oziroma GC) je v računalništvu oblika avtomatičnega upravljanja s pomnilnikom. Čistilnik spomina poskuša sprostiti spomin, ki ga zasedajo objekti, ki jih program ne uporablja več. Čiščenje spomina je leta 1959 izumil John McCarthy za avtomatizacijo upravljanja s spominom v jeziku Lisp.
Čiščenje spomina se lahko razume kot nasprotje ročnega upravljanja s spominom, kjer je razvijalec programa zadolžen za dealokacijo (sproščanje) spomina, ki ni več v uporabi.